# 와디

오만 북동부주의 와디 바니 할리드

와디(아랍어: وَادِي wādī, وَاد wād, 마그레브 아랍어: oued)는 평소에는 물이 흐르지 않다가 큰비가 내릴 때에만 일시적으로 물이 흐르는 하저를 뜻한다. 건곡(乾谷)이라고도 부른다.

## 어원
어원이 된 아랍어 ‘와디(وَادِي wādī)’는 계곡을 뜻하는 말로 아랍권 지명에 쓰인다. 스페인에도 그 영향이 남아 있어서 과달라하라(Guadalajara)는 ‘돌의 계곡’을 뜻하는 아랍어 와디 알히자라(وَادِي الْحِجَارَة wādī al-ḥijārah)에서 왔다.

## 같이 보기
- 사막포도
- 협곡
- 걸리
- 오아시스

## 참고 자료
- 이 문서에는 다음커뮤니케이션(현 카카오)에서 GFDL 또는 CC-SA 라이선스로 배포한 글로벌 세계대백과사전의 내용을 기초로 작성된 글이 포함되어 있습니다.

1. ↑  Ayuntamiento de Guadalajara, Guadalajara tourist guide, p.5. 보관됨 1 7월 2012 - 웨이백 머신, retrieved 17 August 2013